# جون ستيوارت (مبشر)
جون ستيوارت (بالإنجليزية: John Stewart)‏ هو مبشر أمريكي، ولد في 1786، وتوفي في 1823.